# Saint-Germain-lès-Arlay
Saint-Germain-lès-Arlay ist eine Ortschaft und eine Commune déléguée in der französischen Gemeinde Arlay mit 422 Einwohnern (Stand 1. Januar 2022) im Département Jura in der Region Bourgogne-Franche-Comté. 
Die Nachbargemeinden waren im Uhrzeigersinn Mantry, Bréry, Domblans, Plainoiseau, L’Étoile, Ruffey-sur-Seille und Arlay.
Die Gemeinde Saint-Germain-lès-Arlay wurde am 1. Januar 2016 nach Arlay eingemeindet. Sie gehörte zum Arrondissement Lons-le-Saunier und zum Kanton Poligny.

## Bevölkerungsentwicklung
| Jahr      | 1962 | 1968 | 1975 | 1982 | 1990 | 1999 | 2008 | 2017 |
| --------- | ---- | ---- | ---- | ---- | ---- | ---- | ---- | ---- |
| Einwohner | 250  | 253  | 268  | 403  | 465  | 503  | 529  | 456  |

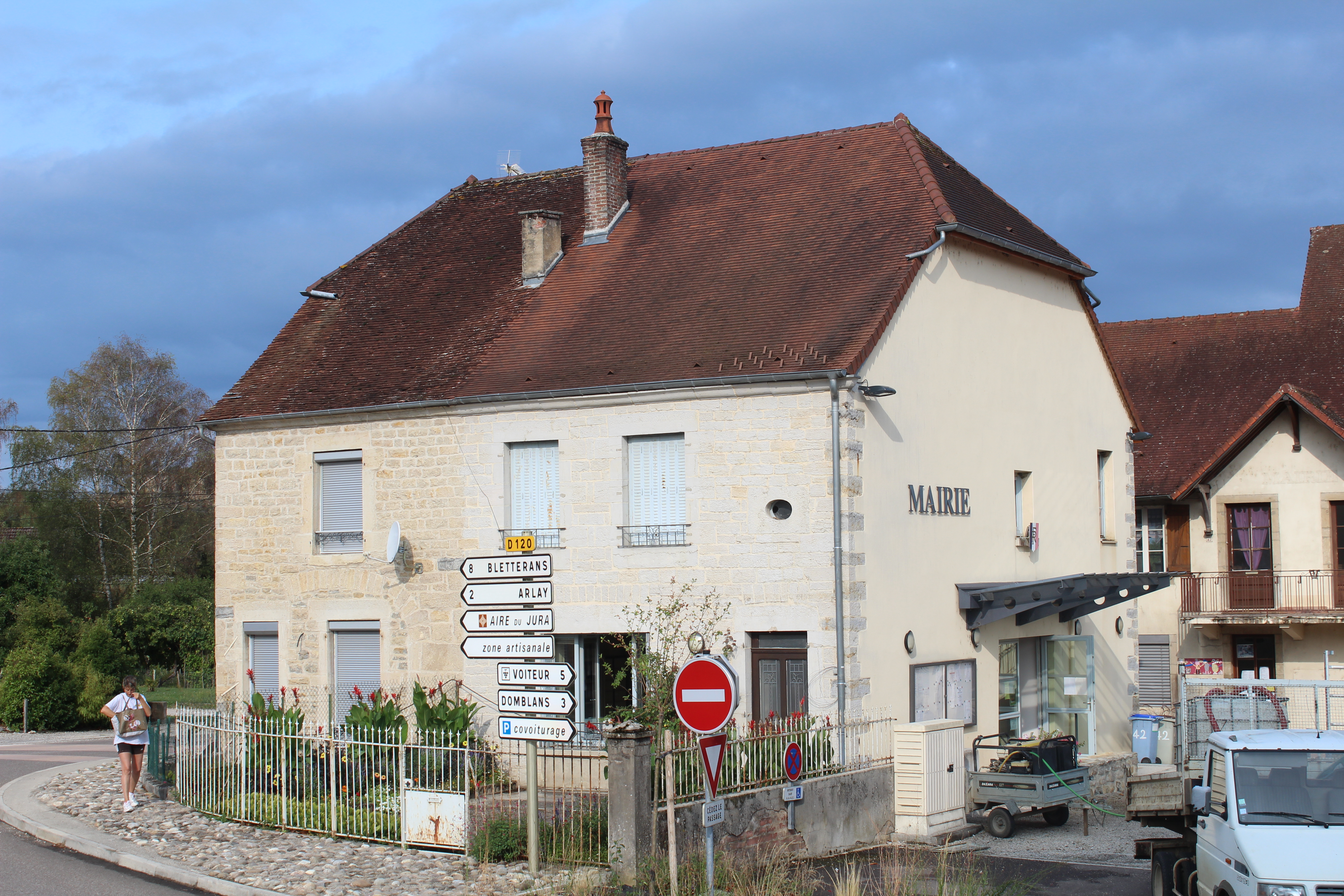
Ehemalige Mairie
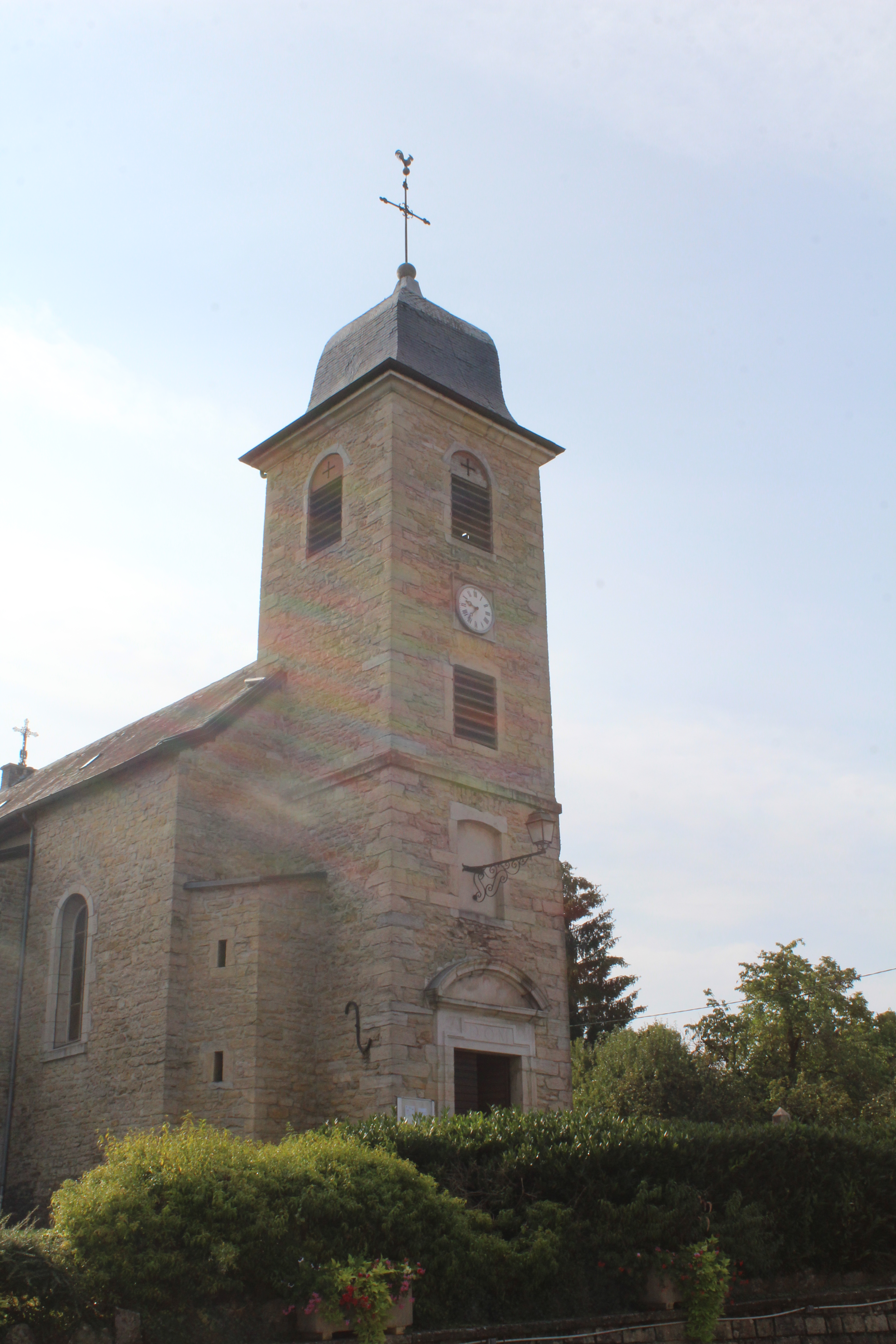
Turm der Kirche Saint-Germain